# Tracy Hall

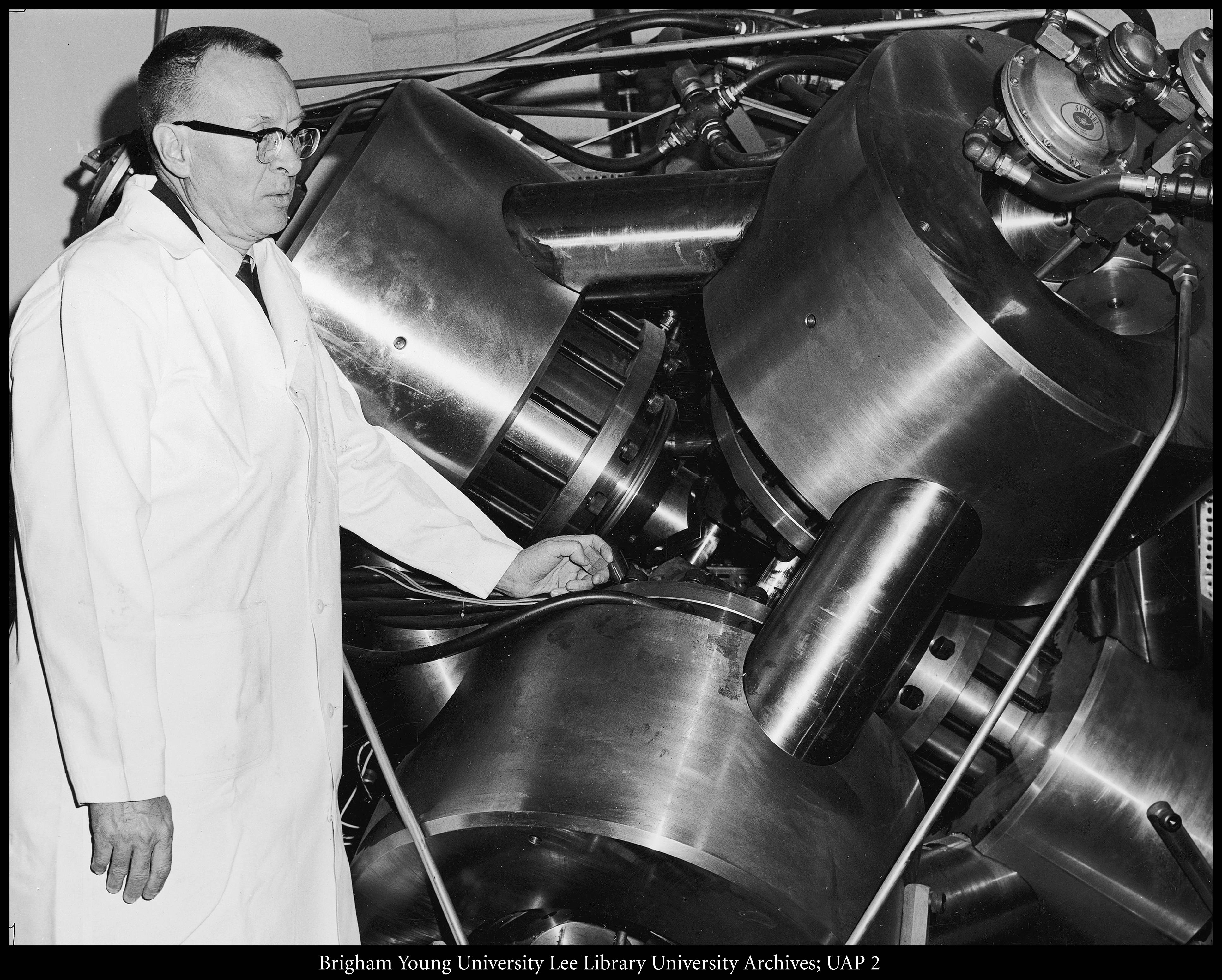
Tracy Hall

Howard Tracy Hall (Ogden (Utah), 20 oktober 1919 – Provo (Utah), 25 juli 2008), die zichzelf doorgaans H. Tracy Hall of kortweg Tracy Hall noemde, was een Amerikaans fysisch chemicus. Hij is de eerste persoon die synthetische diamanten uit grafiet vervaardigde op een reproduceerbare manier, met behulp van een hogedruk- en hogetemperatuurpers die hijzelf had ontworpen.
Tracy Hall was de zoon van een mormonenfamilie en was zelf ook actief in de Kerk van Jezus Christus van de Heiligen der Laatste Dagen. Hij studeerde aan de universiteit van Utah in Salt Lake City en behaalde er in 1948 een doctoraat in de fysische scheikunde. Daarna ging hij werken aan het onderzoekslaboratium van General Electric in Schenectady. Hij werd er lid van een team dat onderzoek deed naar synthetische diamanten onder de codenaam "Project Superpressure". Dat onderzoek kende gedurende de volgende vier jaar geen succes, en Hall ontwierp toen zelf een pers, waarmee hij op 16 december 1954 een synthetisch diamant maakte. In de daaropvolgende weken toonde hij aan dat zijn proces reproduceerbaar was en dat de commerciële productie van synthetische diamant mogelijk was.
Het jaar daarop verliet hij General Electric en werd hoogleraar aan de Brigham Young-universiteit in Utah en vond er onder meer een nieuw type ultrahogedrukpers uit, de tetraëdrische pers. Hij was ook mede-oprichter van het bedrijf Megadiamond dat industriële diamant en boornitride levert. Hij kreeg in 1972 de American Chemical Society Award for Creative Invention voor zijn uitvindingen en onderzoek op het gebied van hoge drukken.